# Konferencja Biskupów Katolickich Anglii i Walii
Konferencja Biskupów Katolickich Anglii i Walii (ang. Catholic Bishops' Conference of England and Wales, CBCEW) – konferencja Episkopatu Anglii i Walii.

## Członkostwo
W skład Konferencji wchodzą:
- biskupi diecezjalni, pomocniczy i seniorzy diecezji rzymskokatolickich w Anglii i Walii;
- ordynariusz polowy Wielkiej Brytanii;
- egzarcha Wielkiej Brytanii obrządku bizantyjsko-ukraińskiego;
- eparcha Wielkiej Brytanii obrządku syro-malabarskiego;
- ordynariusz ordynariatu personalnego Matki Bożej z Walsingham;
- prefekt apostolski Falklandów.

## Struktura i organizacja
stan na 1 lipca 2020 r.
Zwyczajowo przewodniczącym Konferencji jest arcybiskup metropolita Westminsteru, noszący honorowy tytuł katolickiego prymasa Anglii i Walii oraz tradycyjnie uważany za pierwszego wśród równych w gronie hierarchów. Wiceprzewodniczący wybierany jest z grona biskupów ordynariuszy. Tygodniowe sesje plenarne Konferencji odbywają się zwykle dwa razy do roku: w okresie po świętach wielkanocnych oraz w listopadzie. Między sesjami funkcjonuje Komitet Stały, w skład którego wchodzą przewodniczący i wiceprzewodniczący, wszyscy metropolici oraz przewodniczący departamentów Konferencji. Obsługę administracyjną Konferencji zapewnia jej sekretariat, zlokalizowany w Londynie i współfinansowany przez wszystkie diecezje. Na czele sekretariatu stoi sekretarz generalny, którym zwykle nie jest jednak biskup, lecz prezbiter.

### Prezydium
- przewodniczący: kard. Vincent Nichols
- wiceprzewodniczący: abp Bernard Longley
- sekretarz generalny: Gregory Pope

### Departamenty
- Departament Życia Chrześcijańskiego i Kultu (przewodniczący: abp George Stack)
- Departament Dialogu i Jedności (przewodniczący: abp Bernard Longley)
- Departament Edukacji i Formacji (przewodniczący: bp Marcus Stock)
- Departament Ewangelizacji i Apostolstwa (przewodniczący: bp Mark O'Toole)
- Departament Spraw Międzynarodowych (przewodniczący: bp Declan Lang)
- Departament Sprawiedliwości Społecznej (przewodniczący: bp Richard Moth)